# Rob Harvey (Spezialeffektkünstler)
Robert „Rob“ John Harvey (* Juli 1964) ist ein britischer Spezialeffektkünstler, der 2001 für Gladiator den Oscar in der Kategorie Beste visuelle Effekte erhielt. 

## Leben
Er hat an der University of California studiert und wurde anschließend schnell zu einem gefragten Flammenkünstler. Seine erste Tätigkeit im Bereich Visual Effects war für beim Unternehmen Mill Film.  Dort war er am Film Still Crazy beteiligt und erhielt im Jahr 2001 für Gladiator den Oscar in der Kategorie Beste visuelle Effekte. 
2000 gründete er gemeinsam mit Graham Andrew, einem Kollegen von Mill Film, das Unternehmen Lola Post Production. In den folgenden Jahren war er mit seiner Firma an Filmen wie Troja und Kampf der Titanen und an Serien wie Die Bibel beteiligt.

## Filmografie
- 1998: Still Crazy
- 2000: Gladiator
- 2001: Jagd auf den Schatz der Riesen (Jack and the Beanstalk: The Real Story)
- 2004: Troja (Troy)
- 2005: Supervulkan (Supervolcano)
- 2006: Death of a President
- 2006: Die letzten Tage von Krakatau (Krakatoa: The Last Days)
- 2008: The Color of Magic – Die Reise des Zauberers (The Colour of Magic)
- 2009: Das Kabinett des Doktor Parnassus (The Imaginarium of Doctor Parnassus)
- 2010–2012: How the Universe Works (Fernsehserie, 16 Folgen)
- 2010: Kampf der Titanen (Clash of the Titans)
- 2013: Die Bibel (The Bible) (Fernsehserie, 10 Folgen)
- 2013: How to Build a Planet (Fernsehserie, 2 Folgen)
- 2013: Pompeii: The Mystery of the People Frozen in Time